# Picada
Picada je jednou z charakteristických omáček a kulinářských technik v katalánské kuchyni. Není to samostatná omáčka jako majonéza nebo romesco , ale přidává se do jídla během vaření na dochucení.

## Příprava
Často příprava směsi začíná základní omáčkou, jakou je například sofrito a končí finálním přidáním picada několik minut před ukončením přípravy jídla. Picada se užívá jako příměs nebo pro zahuštění a dává znamenitou finální chuť velkému množství receptů z masa, ryb, rýže, polévek, luštěnin či zeleniny. Existuje mnoho variant přísad. Nejběžnějšími jsou česnek (považovaný za téměř základní), šafrán (považovaný za základní mnoha kuchaři) a (nebo) petržel. Další možné přísady jako skořice, vařená játra (kuřecí nebo králičí), čokoláda, kmín, byliny a další koření jsou užívány zřídka.
Picada se připravuje v moždíři a musí obsahovat základní triádu: mandle, chléb a kapalinu. Mandle jsou opražené a lze je nahradit ořechy (lískovými, piniovými, vlašskými) či kombinovat s jinými ořechy. Tvrdý, suchý chléb je rozdrcen v moždíři, může být opražený nebo okoralý či to mohou být chlebové kůrky, lze ho osmažit na pánvi na oleji či dokonce použít sladké sušenky nebo koláčky. Jako kapalina se obvykle používá horký masový vývar nebo jen horká voda.

## Recept
Typická příprava picada:
Dejte do moždíře trochu soli, předejdete prokluzování, a čtyři stroužky česneku. Rozdrťte česnek a přidejte tucet pražených mandlí, tucet piniových oříšků, krajíc opraženého chleba a trochu šafránu. Vše rozdrťte dohromady, až vznikne "těsto". Můžete také přidat několik snítek petržele. Když je těsto homogenní, přidejte několik lžiček šťávy, která zbyla po vaření masa a promíchejte, až vznikne hustá omáčka. Asi deset minut před dokončením vaření vlijte omáčku rovnoměrně po celém povrchu pokrmu a nechte ji, až se spojí za nízké teploty s připravovaným pokrmem.

## Historické pozadí
Historicky je picada z mandlí doložena v katalánské kuchyni již od jejího útlého počátku. Objevuje se v nejstarších středověkých pojednáních. Sousední středomořské kuchyně, jako okcitánská nebo italská mají v podstatě podobné omáčky, například pesto.